# Товстівська сільська рада (Городищенський район)
То́встівська сільська́ ра́да — адміністративно-територіальна одиниця та орган місцевого самоврядування в Звенигородському районі Черкаської області. Адміністративний центр — село Товста.

## Загальні відомості
- Населення ради: 876 осіб (станом на 2001 рік)

## Населені пункти
Сільській раді підпорядковані населені пункти:
- с. Товста
- с-ще Стадниця

## Склад ради
Рада складається з 14 депутатів та голови.
- Голова ради: Плахотня Галина Григорівна
- Секретар ради: Погоріла Валентина Миколаївна

### Керівний склад попередніх скликань
| Прізвище, ім'я, по батькові        | Основні відомості                                                                       | Дата обрання | Дата звільнення |
| ---------------------------------- | --------------------------------------------------------------------------------------- | ------------ | --------------- |
| Андрієвський Олександр Миколайович | Сільський голова, 1954 року народження, член Соціалістичної партії України              | 26.03.2006   | 31.10.2010      |
| Плахотня Галина Григорівна         | Сільський голова, 1964 року народження, освіта середня спеціальна, член Партії регіонів | 31.10.2010   |                 |

Примітка: таблиця складена за даними сайту Верховної Ради України

### Депутати
За результатами місцевих виборів 2010 року депутатами ради стали:

#### За суб'єктами висування
| Суб'єкт висування                                       | Кількість обраних депутатів | %    |
| ------------------------------------------------------- | --------------------------- | ---- |
| Партія регіонів                                         | 9                           | 64,3 |
| Соціалістична партія України                            | 4                           | 28,6 |
| Політична партія Всеукраїнське об'єднання «Батьківщина» | 1                           | 7,1  |

#### За округами
| № округу                                                | Прізвище, ім'я, по батькові    | Дата визнання обраним | Освіта  | Партійна приналежність | Відомості про обраного депутата               |
| ------------------------------------------------------- | ------------------------------ | --------------------- | ------- | ---------------------- | --------------------------------------------- |
| Партія регіонів                                         |                                |                       |         |                        |                                               |
| 1                                                       | Погоріла Валентина Миколаївна  | 04.11.2010            | середня | позапартійна           | Товстівська сільська рада, секретар           |
| 2                                                       | Фурлай Валентина Григорівна    | 04.11.2010            | вища    | позапартійна           | Товстівський НВК, вчитель                     |
| 3                                                       | Петренко Віктор Трохимович     | 04.11.2010            | середня | позапартійний          | Вільшанське РТП, тракторист                   |
| 4                                                       | Красікова Ірина Василівна      | 04.11.2010            | вища    | позапартійна           | Товстівська сільська рада, землевпорядник     |
| 5                                                       | Шаповал Олександр Васильович   | 04.11.2010            | середня | позапартійний          | тимчасово не працює                           |
| 6                                                       | Щаслива Ніна Василівна         | 04.11.2010            | вища    | позапартійна           | Товстівська сільська рада, головний бухгалтер |
| 7                                                       | Горбонос Олександр Іванович    | 04.11.2010            | середня | позапартійний          | Товстівський НВК, завгосп                     |
| 11                                                      | Музика Світлана Петрівна       | 04.11.2010            | середня | позапартійна           | Товстівський НВК, заступник директора         |
| 14                                                      | Петренко Віталій Вікторович    | 04.11.2010            | середня | позапартійний          | тимчасово не працює                           |
| Політична партія Всеукраїнське об'єднання «Батьківщина» |                                |                       |         |                        |                                               |
| 12                                                      | Педько Оксана Володимирівна    | 04.11.2010            | середня | позапартійна           | Товстівський СЦКД, завідувачка бібліотеки     |
| Соціалістична партія України                            |                                |                       |         |                        |                                               |
| 8                                                       | Яровенко Василь Олександрович  | 04.11.2010            | середня | позапартійний          | ФГ «Царина», водій                            |
| 9                                                       | Кульбабенко Оксана Анатоліївна | 04.11.2010            | вища    | позапартійна           | Товстівський НВК, вчитель                     |
| 10                                                      | Красікова Наталія Борисівна    | 04.11.2010            | середня | позапартійна           | пенсіонер                                     |
| 13                                                      | Саркісян Лариса Іванівна       | 04.11.2010            | середня | позапартійна           | тимчасово не працює                           |